# Selección de fútbol sala de Colombia
- No confundir con Selección de fútbol de salón de Colombia que compite en los torneos de la AMF y la FIFUSA.

La Selección de fútbol sala de Colombia es el equipo que representa a Colombia en las competiciones oficiales de fútbol sala organizadas por la Conmebol y la FIFA; su dirección está a cargo de la Federación Colombiana de Fútbol.
En 2003 participó en su primer torneo FIFA de carácter oficial; la Copa América de Futsal, organizada por Conmebol.
Por primera vez clasificó al Campeonato Mundial de fútbol sala de la FIFA del 2012 que se celebró en Tailandia, en donde tras una campaña sorpresa, eliminó a equipos favoritos como Ucrania e Irán y ocupó el cuarto lugar en la competición.

## Historia
La selección de fútbol sala, inició su historia oficial en torneos FIFA el 26 de agosto del año 2003, en la Copa América jugada en Asunción del Paraguay; donde consiguió su primer triunfo al ganarle 5-2 a Bolivia.
En sus participaciones de Copa América de Futsal ha logrado el cuarto lugar en dos ocasiones (2011 y 2015), y en 2011 repite esta posición en el Premundial de la Conmebol, clasificando por primera vez en la historia al Mundial FIFA de la especialidad en
Tailandia 2012.
A nivel juvenil fue subcampeona en el Sudamericano de Futsal Sub-20 del año 2010 donde fue local, repitiendo la hazaña dos veces más en 2013 en Venezuela y 2014 en Brasil. Entre tanto, ha conseguido medalla de oro en los Juegos Suramericanos de 2018 y en los Juegos Bolivarianos de 2009 y 2017. Su debut en un mundial de fútbol sala fue prometedor al finalizar en la cuarta posición del mundial de 2012, tras perder el partido por el tercer lugar frente a la selección italiana. A pesar de su poca trayectoria, Colombia ha logrado consagrarse como una selección con proyección internacional en la modalidad.
En vista de lo anterior y la popularización del deporte a nivel nacional, gracias a la Liga Colombiana de Fútbol Sala, la Federación Colombiana de Fútbol (FCF) inició su candidatura para lograr la sede del Mundial 2016, Luego de presentar la documentación de las ciudades sede y tras la inspección al país de los delegados de la FIFA, el máximo organismo del fútbol mundial decidió otorgarle a Colombia la organización del certamen. Pese a ser el local y a comenzar el torneo de manera prometedora al empatar 1-1 con Portugal; una de las selecciones favoritas a ganar el mundial, solo pudo llegar a octavos de final, siendo eliminada en los lanzamientos desde el punto penal por Paraguay.
En junio de 2017, la FCF cesó de su cargo, por los malos resultados de la selección en los últimos 2 años, al técnico Osmar Arney Fonnegra, quien estuvo al frente del proceso desde 2009, siendo el artífice del despegue a nivel internacional de la selección en mayores y juveniles. En su lugar, es nombrado como técnico quien fuera el asistente de Fonnegra durante su proceso, Roberto Bruno Castillo, quien tenía como gran reto clasificar al mundial 2020 de Lituania, objetivo que no consiguió al quedar en 5.º lugar en las eliminatorias.

## Estadísticas

### Copa Mundial de Futsal FIFA
| Copa Mundial de fútbol sala de la FIFA | Copa Mundial de fútbol sala de la FIFA | Copa Mundial de fútbol sala de la FIFA | Copa Mundial de fútbol sala de la FIFA | Copa Mundial de fútbol sala de la FIFA | Copa Mundial de fútbol sala de la FIFA | Copa Mundial de fútbol sala de la FIFA | Copa Mundial de fútbol sala de la FIFA |
| Año                                    | Ronda                                  | J                                      | G                                      | E                                      | P                                      | GF                                     | GC                                     |
| -------------------------------------- | -------------------------------------- | -------------------------------------- | -------------------------------------- | -------------------------------------- | -------------------------------------- | -------------------------------------- | -------------------------------------- |
| 1989                                   | No participó                           | No participó                           | No participó                           | No participó                           | No participó                           | No participó                           | No participó                           |
| 1992                                   | No participó                           | No participó                           | No participó                           | No participó                           | No participó                           | No participó                           | No participó                           |
| 1996                                   | No participó                           | No participó                           | No participó                           | No participó                           | No participó                           | No participó                           | No participó                           |
| 2000                                   | No participó                           | No participó                           | No participó                           | No participó                           | No participó                           | No participó                           | No participó                           |
| 2004                                   | No clasificó                           | No clasificó                           | No clasificó                           | No clasificó                           | No clasificó                           | No clasificó                           | No clasificó                           |
| 2008                                   | No clasificó                           | No clasificó                           | No clasificó                           | No clasificó                           | No clasificó                           | No clasificó                           | No clasificó                           |
| 2012                                   | Cuarto lugar                           | 7                                      | 3                                      | 0                                      | 4                                      | 19                                     | 18                                     |
| 2016                                   | Octavos de final                       | 4                                      | 1                                      | 3                                      | 0                                      | 8                                      | 7                                      |
| 2021                                   | No clasificó                           | No clasificó                           | No clasificó                           | No clasificó                           | No clasificó                           | No clasificó                           | No clasificó                           |
| 2024                                   | No clasificó                           | No clasificó                           | No clasificó                           | No clasificó                           | No clasificó                           | No clasificó                           | No clasificó                           |
| Total                                  | 2/9                                    | 11                                     | 4                                      | 3                                      | 4                                      | 27                                     | 25                                     |

### Copa América de Futsal
| Copa América de Futsal | Copa América de Futsal | Copa América de Futsal | Copa América de Futsal | Copa América de Futsal | Copa América de Futsal | Copa América de Futsal | Copa América de Futsal |
| Año                    | Ronda                  | J                      | G                      | E                      | P                      | GF                     | GC                     |
| ---------------------- | ---------------------- | ---------------------- | ---------------------- | ---------------------- | ---------------------- | ---------------------- | ---------------------- |
| 1992 - 2000            | No participó           | No participó           | No participó           | No participó           | No participó           | No participó           | No participó           |
| 2003                   | Fase de grupos         | 2                      | 1                      | 0                      | 1                      | 8                      | 7                      |
| 2008                   | Quinto lugar           | 3                      | 2                      | 0                      | 1                      | 12                     | 7                      |
| 2011                   | Cuarto lugar           | 6                      | 3                      | 1                      | 2                      | 12                     | 11                     |
| 2015                   | Cuarto lugar           | 5                      | 2                      | 0                      | 3                      | 7                      | 12                     |
| 2017                   | Sexto lugar            | 5                      | 2                      | 2                      | 1                      | 26                     | 19                     |
| 2022                   | Cuarto lugar           | 6                      | 3                      | 0                      | 3                      | 14                     | 14                     |
| 2024                   | Octavo lugar           | 5                      | 2                      | 0                      | 3                      | 10                     | 13                     |
| Total                  | 7/14                   | 32                     | 15                     | 3                      | 14                     | 89                     | 83                     |

### Eliminatorias Sudamericanas
| Eliminatorias Sudamericanas de Futsal | Eliminatorias Sudamericanas de Futsal | Eliminatorias Sudamericanas de Futsal | Eliminatorias Sudamericanas de Futsal | Eliminatorias Sudamericanas de Futsal | Eliminatorias Sudamericanas de Futsal | Eliminatorias Sudamericanas de Futsal | Eliminatorias Sudamericanas de Futsal |
| Año                                   | Ronda                                 | J                                     | G                                     | E                                     | P                                     | GF                                    | GC                                    |
| ------------------------------------- | ------------------------------------- | ------------------------------------- | ------------------------------------- | ------------------------------------- | ------------------------------------- | ------------------------------------- | ------------------------------------- |
| 2012                                  | Cuarto lugar                          | 6                                     | 3                                     | 0                                     | 3                                     | 20                                    | 14                                    |
| 2016                                  | Sexto lugar                           | 5                                     | 2                                     | 0                                     | 3                                     | 14                                    | 16                                    |
| 2020                                  | Quinto lugar                          | 5                                     | 3                                     | 0                                     | 2                                     | 13                                    | 9                                     |
| Total                                 | 3/3                                   | 16                                    | 8                                     | 0                                     | 8                                     | 47                                    | 39                                    |

## Torneos Oficiales Ciclo Olímpico

### Juegos Suramericanos
| Año                 | Ronda        | Posición     | PJ           | PG           | PE           | PP           | GF           | GC           |
| ------------------- | ------------ | ------------ | ------------ | ------------ | ------------ | ------------ | ------------ | ------------ |
| Río de Janeiro 2002 | No Participó | No Participó | No Participó | No Participó | No Participó | No Participó | No Participó | No Participó |
| Buenos Aires 2006   | Primera Fase | 6.º puesto   | 4            | 1            | 2            | 1            | 6            | 8            |
| Medellín 2010       | Semifinal    | 3.º puesto   | 4            | 2            | 0            | 2            | 17           | 12           |
| Santiago 2014       | Única        | 3.º puesto   | 5            | 2            | 1            | 2            | 12           | 9            |
| Cochabamba 2018     | Única        | Campeón      | 5            | 4            | 0            | 1            | 16           | 3            |
| Asunción 2022       | Única        | 3.º puesto   | 5            | 2            | 1            | 2            | 9            | 9            |

### Juegos Bolivarianos
| Año              | Ronda | Posición | PJ | PG | PE | PP | GF | GC |
| ---------------- | ----- | -------- | -- | -- | -- | -- | -- | -- |
| Sucre 2009       | Única | Oro      | 3  | 3  | 0  | 0  | 11 | 4  |
| Trujillo 2013    | Final | Plata    | 5  | 2  | 2  | 1  | 16 | 13 |
| Santa Marta 2017 | Única | Oro      | 5  | 4  | 1  | 0  | 19 | 6  |
| Valledupar 2022  | Única | Oro      | 5  | 3  | 2  | 0  | 23 | 11 |

### Sudamericano Juvenil de fútbol Sala
- Fortaleza 2004 - Primera Fase (6.º lugar)
- San Cristóbal 2006 - Primera Fase (6.º lugar)
- Tunja 2008 - Cuarto lugar
- Itagüí 2010 - Subcampeón
- San Cristóbal 2013 - Subcampeón
- Aracaju 2014 - Subcampeón
- Canelones 2016 - Primera Fase (7.º lugar)
- Lima 2018 - Primera Fase (5.º lugar)
- La Guaira 2022 - Tercer lugar
- Lima 2024 - Subcampeón

## Palmarés
- Liga Sudamericana de Futsal Zona Norte - Campeón  2019[10]

## Jugadores

### Última convocatoria
Convocatoria de la Selección Colombia de Futsal Mayores para la CONMEBOL Liga Evolución – Zona Norte: